# Ona de densitat de gir
L'ona de densitat de gir (SDW) i l'ona de densitat de càrrega (CDW) són noms per a dos estats ordenats de sòlids de baixa energia similars. Ambdós estats es donen a baixa temperatura en materials anisotròpics de baixa dimensió o en metalls que tenen altes densitats d'estats a nivell de Fermi. {\displaystyle N(E_{F})}. Altres estats fonamentals de baixa temperatura que es produeixen en aquests materials són la superconductivitat, el ferromagnetisme i l'antiferromagnetisme. La transició als estats ordenats és impulsada per l'energia de condensació que és aproximadament {\displaystyle N(E_{F})\Delta ^{2}} on {\displaystyle \Delta } és la magnitud de la bretxa energètica oberta per la transició.
Fonamentalment els SDW i CDW impliquen el desenvolupament d'una superestructura en forma de modulació periòdica de la densitat dels spins i càrregues electròniques amb una freqüència espacial característica. {\displaystyle q} que no es transforma segons el grup de simetria que descriu les posicions iòniques. La nova periodicitat associada als CDW es pot observar fàcilment mitjançant la microscòpia de túnel d'escaneig o la difracció d'electrons, mentre que els SDW més esquius s'observen normalment mitjançant mesures de difracció de neutrons o de susceptibilitat. Si la nova periodicitat és una fracció racional o múltiple de la constant de la xarxa, es diu que l'ona de densitat és proporcional; en cas contrari, l'ona de densitat s'anomena descommensurada.

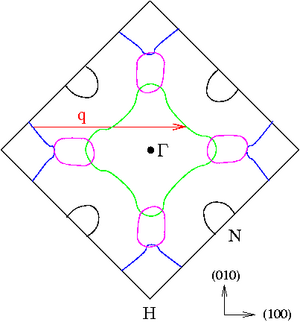
Un esbós a l'espai k d'una secció (001) de la superfície de Fermi de Cr. L'estructura de bandes de Cr produeix una butxaca d'electrons (verda) centrada a Gamma i una butxaca de forats (blau) centrada a H. El quadrat negre circumdant indica el límit de la primera zona de Brillouin.

Alguns sòlids amb un alt {\displaystyle N(E_{F})} formen ones de densitat, mentre que d'altres trien un estat fonamental superconductor o magnètic a baixes temperatures, a causa de l'existència de vectors de nidificació a les superfícies de Fermi dels materials. El concepte de vector de nidificació s'il·lustra a la figura del famós cas del crom, que passa d'un estat paramagnètic a un estat SDW a una temperatura Néel de 311 K. Cr és un metall cúbic centrat en el cos la superfície de Fermi presenta molts límits paral·lels entre bosses d'electrons centrades a {\displaystyle \Gamma } i butxaques de forats a H. Aquestes grans regions paral·leles poden ser abastades pel vector d'ona de nidificació {\displaystyle q} es mostra en vermell. La periodicitat de l'espai real de l'ona de densitat de spin resultant ve donada per {\displaystyle 2\pi /q}. La formació d'un SDW amb una freqüència espacial corresponent provoca l'obertura d'un buit energètic que redueix l'energia del sistema. L'existència de la SDW a Cr va ser plantejada per primera vegada el 1960 per Albert Overhauser de Purdue. La teoria dels CDW va ser presentada per primera vegada per Rudolf Peierls de la Universitat d'Oxford, que intentava explicar la superconductivitat.
Molts sòlids de dimensions baixes tenen superfícies de Fermi anisòtropes que tenen vectors de nidificació prominents. Exemples coneguts inclouen materials en capes com NbSe3, TaSe2 i K0,3MoO3 (una fase de Chevrel) i conductors orgànics quasi-1D com TMTSF o TTF-TCNQ. Els CDW també són comuns a la superfície dels sòlids on s'anomenen més comunament reconstruccions superficials o fins i tot dimerització. Les superfícies sovint admeten CDW perquè es poden descriure per superfícies de Fermi bidimensionals com les dels materials en capes. S'ha demostrat que les cadenes d'Au i In sobre substrats semiconductors presenten CDW. Més recentment, es va demostrar experimentalment que les cadenes monoatòmiques de Co sobre un substrat metàl·lic presentaven una inestabilitat CDW i es van atribuir a correlacions ferromagnètiques.
Les propietats més intrigants de les ones de densitat són la seva dinàmica. Sota un camp elèctric o un camp magnètic adequat, una ona de densitat "lliscarà" en la direcció indicada pel camp a causa de la força electroestàtica o magnetoestàtica. Normalment, el lliscament no s'iniciarà fins que es superi un camp llindar "delimitant" on l'ona pot escapar d'un pou potencial causat per un defecte. Per tant, el moviment histerètic de les ones de densitat no és diferent del de les dislocacions o dominis magnètics. Per tant, la corba de corrent-tensió d'un sòlid CDW mostra una resistència elèctrica molt elevada fins a la tensió de fixació, per sobre de la qual mostra un comportament gairebé òhmic. Sota la tensió de fixació (que depèn de la puresa del material), el cristall és un aïllant.